# 17285 Безу
17285 Безу (17285 Bezout) — астероїд головного поясу, відкритий 3 липня 2000 року.
Тіссеранів параметр щодо Юпітера — 3,371.